# 安永一
安永一（やすなが はじめ、1901年（明治34年）12月3日 - 1994年（平成6年）2月2日）は、アマチュアの囲碁棋士、囲碁評論家、ライター。
兵庫県氷上郡出身。木谷実、呉清源と共著の『囲碁革命 新布石法』は特に有名。アマチュア棋士としても実力は一流で、中国流布石を創始したとも言われる。プロ棋士の育成もし、門下に小松英樹、谷口敏則、吉岡薫らがいる。
「天下の素浪人」を自称。著作では「拙安永一」と記述していた。叔父の広月絶軒は本因坊秀哉の著作の執筆を行った、囲碁ライターの草分け。

## 経歴
東京の叔父（臨済宗の住職）のもとで育ち、府立一中、蔵前工専に進み、東北帝国大学数学科中退。本因坊秀哉門下で四段まで昇ったが、プロ棋士としては活動せず、日本棋院設立後の1932年から「棋道」誌編集長など務めた。
1933年の秋の大手合で木谷実と呉清源が新布石を実践し話題となり、その暮れに木谷、呉の研究に安永が加わり、翌年平凡社から「囲碁革命 新布石法」として出版し、ベストセラーとなった。安永はこの時の主なライターとされる。
1934年の日満華囲碁親善使節団に、木谷、呉、田岡敬一らとともに参加。1935年に日本棋院の幹事を退任し、この頃、新橋駅前に「東京囲碁会館」を創設。
1937年に雑誌「囲碁春秋」誌を岩谷書店から発刊して主幹となり、編集長は野上彰が務め、田岡敬一も編集者として参加。誌は1974年まで続き、アマチュア棋戦や、プロ棋士によるアマチュア指導碁などを多く掲載した。安永自身の対局も多数掲載され、ベテランプロには安永先番、若手プロやアマチュア強豪相手には、安永白番が多い。
1938年の皇軍慰問団では、安永が囲碁団長となった。上海、南京を訪問。団長は安永一、塚田正夫。囲碁は田岡敬一、梶為和、藤沢秀行、竹内澄夫。将棋は加藤治郎、加藤恵三、永沢勝雄、松田茂行。囲碁将棋各5人の編成。
将棋名人戦や毎日オリオンズの創設で知られる、毎日新聞社の黒崎貞次郎社会部長に気にいられ、1943年から毎日新聞の観戦記を執筆する。 
1947年に日本棋院の若手棋士8名（前田陳爾、梶原武雄、坂田栄男ら）が囲碁新社を設立して脱退した際には、その趣意書を依頼されて執筆した。「囲碁春秋」誌も囲碁新社の機関誌となった。
経営する東京囲碁会館では、後にプロ入りする影山利郎らを育成。1962年の全日本アマチュア囲碁連盟設立時には理事長に就任。東京の「アマチュア研究会」で、菊池康郎、原田実とのちの「中国流」布石を研究。
日本中国友好協会の常任理事だった安永は、やはり理事だった石毛嘉久夫七段とともに1963年、日本中国友好協会の代表として訪中、囲碁交流の道を開く。この日中囲碁交流において中国代表団に、愛用していた小目からのシマリを省略する布石法を紹介し、中国の陳祖徳らはこれを研究して、以後多用し好成績を挙げた。この布石は後に中国流布石と呼ばれる。
1976年、安永一とアマ四強に、「アマチュア初の七段位」が日本棋院から贈られた。
1980年の世界アマチュア囲碁選手権戦に日本代表として出場し、3位に入賞。
1980年大倉賞受賞。
1994年に92歳で死去。独特の囲碁理論を持ち、安永定石と言われるものもいくつか残した。現在、西村修らによる「安永一先生を偲ぶ会」が作られている。

### 囲碁憲法
1928年の秋期大手合にて瀬越憲作と高橋重行の対局で生じた万年劫事件をきっかけに、それまで明文化された囲碁のルールが無かったためにこれを制定しようという機運が生まれ、安永、藤田梧郎、島田拓爾らによるルール研究会が持たれた。安永は1929年の「棋道」誌上でルール成文化を論じ、1932年に「囲碁憲法草案」を発表した。安永憲法と呼ばれることもある。

## 著作
- 『囲棋革命新布石法 星・三々・天元の運用』木谷実、呉清源共著、平凡社 1934年（『新布石法』として三一書房から再刊 1994年）
- 『昭和争棋本因坊決戦譜』平凡社	1947年
- 『囲碁初学読本』日新社	1948年
- 『囲碁入門』岩谷書店	1949年
- 『はめ手・はまらぬ手』	囲碁春秋臨時増刊	1951年
- 『基本定石とその活用』	囲碁春秋臨時増刊	1951年
- 『NHK囲碁講座テキスト』日本放送協会	1953年
- 『布石から中盤へ』囲碁春秋社	1955年
- 『囲碁五十年』時事通信社 1955年
- 『囲碁感覚の盲点』囲碁春秋社	1956年
- 『初学べからず読本』囲碁春秋付録	1958年
- 『碁の科学』囲碁春秋社	1959年
- 『碁の発掘 幻の源流を訪ねて』人物往来社 1967年
- 『囲碁百年』時事通信社 1966年（1976年改訂新版、1989年補訂新版）
- 『囲碁名勝負物語』時事通信社 1973年
- 『中国の碁』時事通信社 1977年
- 『碁キチ行状記』時事通信社 1980年
- 『安永一 打碁と評論』講談社 1982年
- 『はめ手・はまらぬ手』成美堂出版 1983年
- 『囲碁・感覚で打つ 』成美堂出版 1984年

編纂
- 安藤如意『坐隠談叢 圍碁全史 (全4冊）』広月絶軒と共編 平凡社 1941年